# 7月23日革命
7月23日革命（阿拉伯語：ثورة 23 يوليو），又称1952年埃及革命、埃及七月革命，是发生在1952年7月23日，由埃及自由军官组织組織領導的埃及民主革命。這次革命推翻了法魯克王朝，由自由軍官組織改組的革命指導委員會掌權。

## 政變之始末
二战后，埃及获得了完全的独立。但根据1936年英埃同盟条约的规定，一支英国警卫部队仍驻扎在运河区。
1946年2月、1947年2月、1948年5月、1951年10-12月、1952年1-6月，埃及曾多次发生反英示威游行、罢工、罢市乃至武装起义。1950年代，法鲁克一世统治下的埃及政局动荡：军事政变不断，内阁改组成了家常便饭，国内政治经济状况急剧恶化，广大人民、士兵和下级军官对腐朽的封建统治深感不满，他们的政治要求是：废除英埃同盟条约、改变现行制度。旨在反对英国占领、反对法鲁克王朝的腐败统治、要求埃及人管理自己的国家的埃及自由军官组织成为埃及革命的领导力量。1950年，成立自由军官组织执行委员会，纳赛尔当选为主席，并秘密出版《自由军官之声》、散布一些小册子，主张建立代议制政府。
1952年，自由军官组织成员已有数百人，囊括各个兵种。
1952年1月6日，开罗军官俱乐部管理委员会举行改选，自由军官组织的代表以多数票当选，然而法鲁克国王立即下令解散军官俱乐部管委会，任命侯赛因·阿米尔将军为国防部长，试图分散自由军官组织的力量。
1952年7月16日，自由军官组织创建委员会秘密召开会议，商讨发动政变。会议的主持人是纳赛尔，鉴于国王对军队的清洗已迫在眉睫，委员会决定7月22日发动政变。

## 革命和平成功
7月22日23点，自由军官们率领部队，由坦克、装甲车掩护，分头执行战斗任务。行动异常顺利。在占领机场、火车站、电报电话局、电台、马可尼大楼的过程中，政变部队几乎没有遇到抵抗。7月23日凌晨，自由军官完全控制开罗。上午7点，自由军官组织创建委员会发表声明，阐述政变动因：“埃及经历了现代历史的贿赂、腐化和政局不稳的艰难时期。这一现象深深地影响着军队……为此，我们采取了纯洁自己队伍的行动。”
7月24日，发表第二份声明，要求群众支持军队的革命行动。开罗的局势逐渐平静和明朗。
7月26日，军队包围王宫，法鲁克一世退位，军队鸣21响礼炮为国王“送行”。当晚，法鲁克抵达意大利。革命成功，君主制被废除，埃及成为共和国。政变中只有2人死亡，11人受伤。

## 幕后英雄纳赛尔
政变的领导者是纳吉布将军，而实际权力却在纳赛尔手中。
- 1954年，纳赛尔担任总理。
- 1956年，收回苏伊士运河。
- 1970年9月28日，纳赛尔去世。